# Puccinia addita
Puccinia addita ist eine Ständerpilzart aus der Ordnung der Rostpilze (Pucciniales). Der Pilz ist ein Endoparasit von Phalaris brachystachys. Symptome des Befalls durch die Art sind Rostflecken und Pusteln auf den Blattoberflächen der Wirtspflanzen. Sie ist ein Endemit Madeiras.

## Merkmale

### Makroskopische Merkmale
Puccinia addita ist mit bloßem Auge nur anhand der auf der Oberfläche des Wirtes hervortretenden Sporenlager zu erkennen. Sie wachsen in Nestern, die als gelbliche bis braune Flecken und Pusteln auf den Blattoberflächen erscheinen.

### Mikroskopische Merkmale
Das Myzel von Puccinia addita wächst wie bei allen Puccinia-Arten interzellulär und bildet Saugfäden, die in das Speichergewebe des Wirtes wachsen. Aecien oder Spermogonien der Art sind nicht bekannt. Die goldgelben Uredien des Pilzes wachsen beidseitig auf den Blattoberflächen der Wirtspflanze. Ihre hyalinen bis gelben  Uredosporen sind ellipsoid bis kugelig, 19–25 × 15–19 µm groß und fein stachelwarzig. Die Telien der Art sind schwarzbraun, früh offenliegend und kompakt. Die haselnussbraunen Teliosporen sind zwei- bis fünfzellig, in der Regel zylindrisch bis keulig und 36–50 × 16–18 µm groß; ihre Stiele sind bräunlich und bis zu 10 µm lang.

## Verbreitung
Das bekannte Verbreitungsgebiet von Puccinia addita umfasst lediglich Madeira.

## Ökologie
Die Wirtspflanze von Puccinia addita ist Phalaris brachystachys. Der Pilz ernährt sich von den im Speichergewebe der Pflanzen vorhandenen Nährstoffen, seine Sporenlager brechen später durch die Blattoberfläche und setzen Sporen frei. Die Art verfügt über einen Entwicklungszyklus, von dem bislang lediglich Telien und Uredien sowie deren Wirt bekannt sind; Spermogonien und Aecien konnten dem Pilz nicht zugeordnet werden.